# Campiglossa montana
Campiglossa montana är en tvåvingeart som beskrevs av Valery Korneyev 1990. Campiglossa montana ingår i släktet Campiglossa och familjen borrflugor. Inga underarter finns listade.